# Trachemys decussata
Espèce
Synonymes
- Emys decussata Bell in Griffith & Pidgeon, 1830
- Emys vermiculata Gray, 1844
- Emys jamao Vilaró, 1867
- Emys gnatho Vilaró, 1867
- Pseudemys decussata plana Barbour & Carr, 1940
- Pseudemys decussata angusta Barbour & Carr, 1940
- Pseudemys granti Barbour & Carr, 1941

Trachemys decussata est une espèce de tortue de la famille des Emydidae.

## Répartition
Cette espèce se rencontre à Cuba et aux îles Caïmans.

## Liste des sous-espèces
Selon TFTSG (1 juin 2011) :
- Trachemys decussata angusta (Barbour & Carr, 1940)
- Trachemys decussata decussata (Bell, 1830)

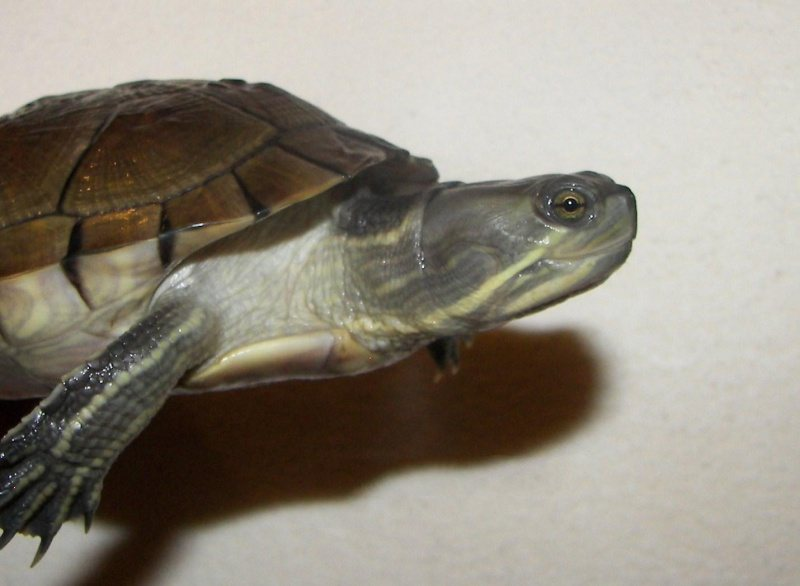
Tête de profil de T. decussata angusta

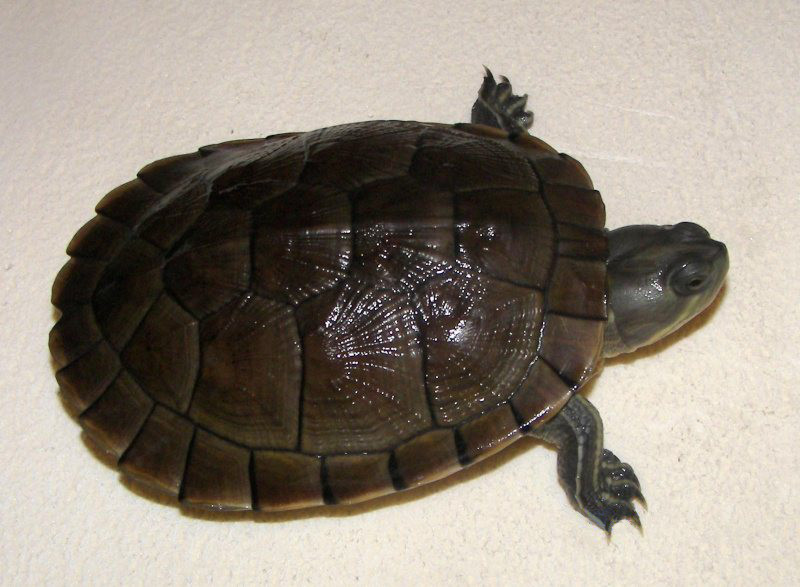
Dossière de T. decussata angusta

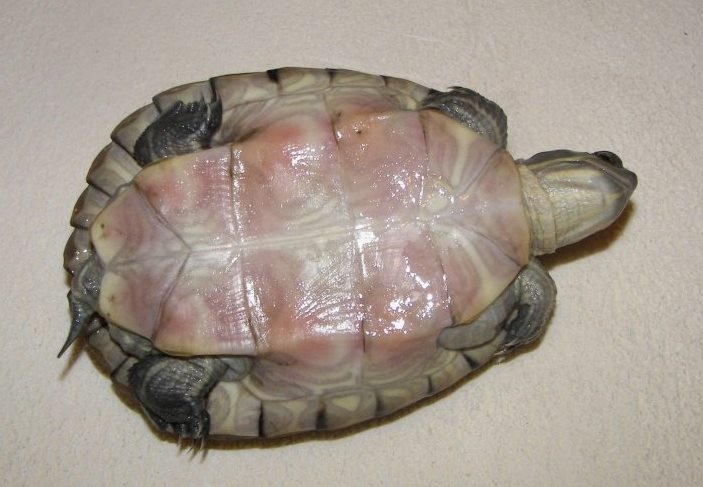
Plastron de T. decussata angusta

## Publications originales
- Barbour & Carr, 1940 : Antillean terrapins. Memoirs of the Museum of Comparative Zoology, vol. 54, no 5, p. 381–415 (texte intégral).
- Bell, 1830 : The Class Reptilia arranged by the Baron Cuvier, with specific descriptions in Griffith & Pidgeon, 1830 : The Animal Kingdom Arranged in Conformity with its Organization, by the Baron Cuvier, with Additional Descriptions of all the Species Hitherto Named, and of many not before Noticed, vol. 9, Reptilia,. London, Whittaker, Treacher, and Co., p. 1-76 (texte intégral).